# Харлемермер
Харлемермер (хол. Haarlemmermeer) је град у Холандији у покрајини Северна Холандија. Према процени из 2008. у граду је живело 140.698 становника.

## Становништво
Према процени, у граду је 2008. живело 111.155 становника.
| 1980.  | 1990.  | 2000.   | 2008.   |
| ------ | ------ | ------- | ------- |
| 77.657 | 95.782 | 111.155 | 140.698 |